# Barahona (tỉnh)
Barahona là một tỉnh của Cộng hòa Dominicana. Cho đến năm 1958, khu vực này vẫn thuộc tỉnh Pedernales.

## Các đô thị và các huyện đô thị
Đến thời điểm ngày 20 tháng 10 năm 2006, tỉnh này được chia thành đô thị (municipio) và các huyện đô thị (distrito municipal - D.M.):
- Cabral
- El Peñón
- Enriquillo
  - Arroyo Dulce (D.M.)
- Fundación
  - Pescadería (D.M.)
- Jaquimeyes
  - Palo Alto (D.M.)
- La Ciénaga
  - Bahoruco (D.M.)
- Las Salinas
- Paraíso
  - Los Patos (D.M.)
- Polo
- Santa Cruz de Barahona
  - El Cachón (D.M.)
  - La Guazara (D.M.)
- Vicente Noble
  - Canoa (D.M.)
  - Fondo Negro (D.M.)
  - Quita Coraza (D.M.)